# Associazione CSG Swiss Railpark St. Gotthard

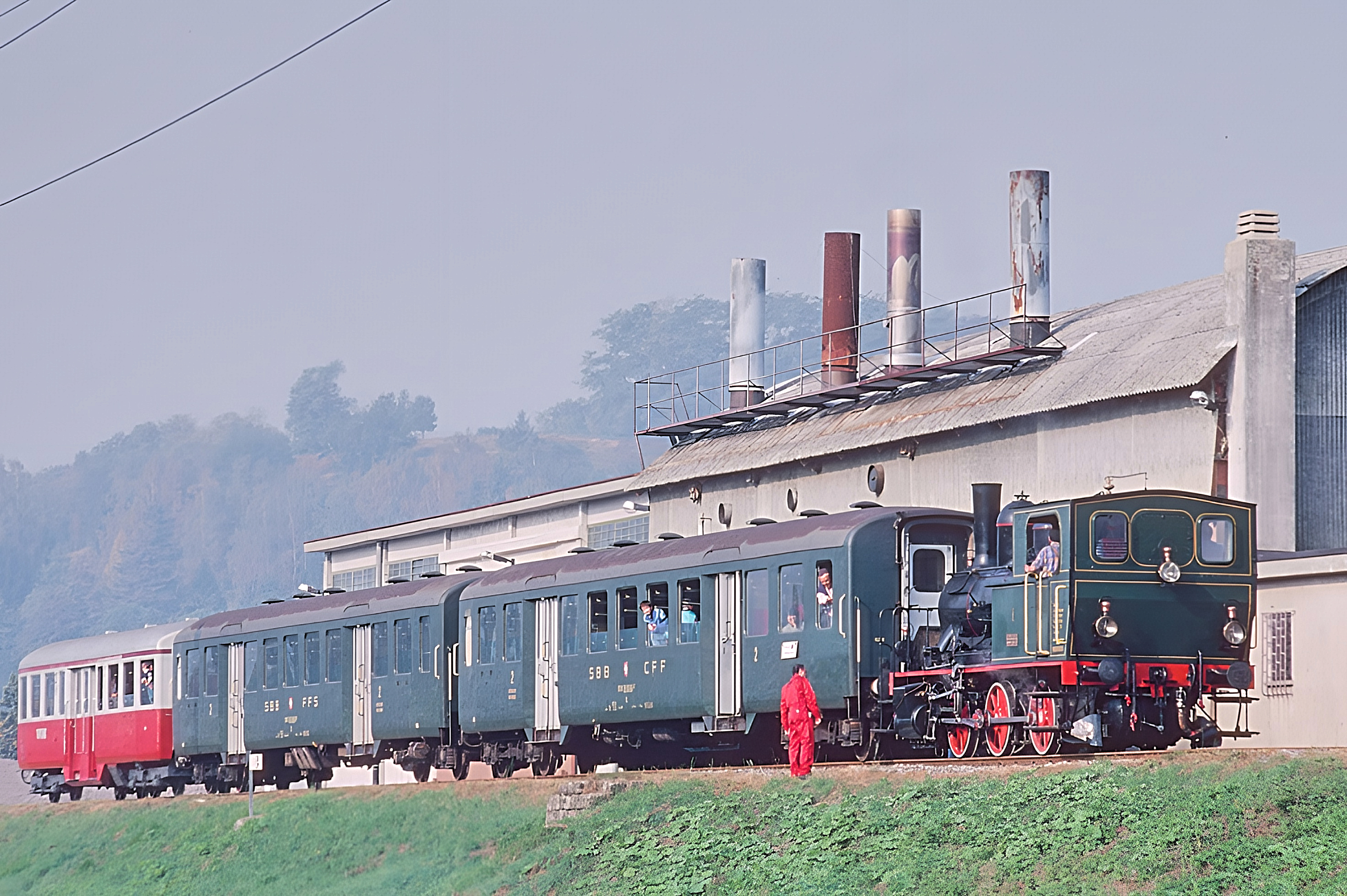
Sonderzug des Club del San Gottardo im Herbst 1997

Die Associazione CSG Swiss Railpark St. Gotthard, bis 2017 Club del San Gottardo, kurz CSG, ist ein Verein zur Erhaltung historischer Eisenbahnfahrzeuge und Schaffung touristischer Angebote im Schweizer Kanton Tessin. Er wurde 1980 gegründet und hatte seinen Sitz in Mendrisio, der 2022 nach Biasca verlegt wurde. Der Verein besitzt eine Remise in Mendrisio. Anfang der 1990er Jahre übernahm der Verein von der Oswald Steam die grün lackierte ehemaligen SBB E 3/3 8501 und drei Personenwagen der ehemaligen Gotthardbahn-Gesellschaft und bot damit Sonderfahrten im Tessin an.
Im Dezember 2006 übernahm der Verein die Ae 6/6-Prototyplokomotive Nr. 11401 als langfristige Leihgabe von SBB Historic. Im März 2007 wollte man mit der Wiederinstandstellung beginnen. Das Vorhaben scheiterte an fehlenden finanziellen Mitteln; die Lokomotive wurde am 20. Mai 2010 nach Horb am Neckar überstellt. Seither wird sie von der Schienenverkehrsgesellschaft Stuttgart angemietet.
Der Club betrieb bis 2014 die italienische Valmoreabahn sowie ihren schweizerischen Teil, die Bahnstrecke Mendrisio–Stabio, als Museumsbahn.

## Eigene Fahrzeuge
- BT Eb 3/5 6, J.A.Maffei, Baujahr 1910
- SBB E 3/3 Nr. 8463, SLM-Fabriknummer 1623, grün
- SBB E 3/3 Nr. 8501, SLM-Fabriknummer 2076, braun
- SBB Ce 6/8 II Nr. 14276, SLM-Fabriknummer 2773
- GBS Ce 4/4, vormals GTB Ce 4/6 Nr. 312, SLM-Fabriknummer 2494,  seit 2013 bei der BLS-Stiftung in Burgdorf
- SZU Em 836 Nr. 506 «Leu»
- SOB BDe 576 251 mit zwei Zwischenwagen B und Steuerwagen ABt
- GB AB2ü Nr. 161 «Vallesana», SIG, Baujahr 1903
- GB AB2ü Nr. 162 «Salone», SIG, Baujahr 1903
- GB AB2ü Nr. 166 «Bar», SIG, Baujahr 1903
- SOB ABr 241 «Gipfeliwagen», SWS, Baujahr 1953
- JS K2, Gedeckter Güterwagen, hergestellt in Belgien, Baujahr 1899
- SBB Db «Sputnik», Güterzugbegleitwagen[5]